# 北海道道525号蘭越停車場線
北海道道525号蘭越停車場線（ほっかいどうどう525ごう らんこしていしゃじょうせん）は、北海道磯谷郡蘭越町内を結ぶ一般道道（北海道道）である。

## 概要

### 路線データ
- 起点：北海道磯谷郡蘭越町蘭越町（JR北海道 函館本線 蘭越駅）
- 終点：北海道磯谷郡蘭越町蘭越町（国道5号交点）
- 総延長：0.610 km
- 実延長：0.542 km
- 重用延長：0.068 km

### 道路管理者
- 後志総合振興局 小樽建設管理部 蘭越出張所

## 歴史
- 1966年（昭和41年）3月31日 路線認定[1]。

## 路線状況

### 重複区間
- 北海道道229号北尻別蘭越停車場線（蘭越町蘭越町〔起点〕 - 蘭越町蘭越）

## 地理

### 通過する自治体
- 後志総合振興局
  - 磯谷郡蘭越町

### 交差する道路
蘭越町
- 北海道道229号北尻別蘭越停車場線 - 蘭越町（重複）
- 北海道道934号相生蘭越線 - 蘭越町
- 国道5号 - 蘭越町（終点）

### 沿線にある施設など
蘭越町
- JR北海道 函館本線 蘭越駅